# Junon
Pour les articles homonymes, voir Junon (homonymie).
Cet article possède des paronymes, voir Juno, Junot et Juneau.
Dans la mythologie romaine, Junon /ʒy.nɔ̃/, (latin : Juno /ˈjuːnoː/) est la plus importante des déesses de Rome, reine des dieux et protectrice du mariage et de la fécondité. Elle manifeste un caractère guerrier marqué et, en tant que porteuse de richesses, préside à la monnaie.
Elle est à la fois sœur et épouse de Jupiter. Elle a été assimilée à l'Héra des Grecs. Protectrice des femmes, elle symbolise le mariage lorsqu'elle est représentée recouverte de voiles, et elle est associée à la fécondité lorsqu'elle en tient l'emblème : la pomme de grenade.
Le quatrième mois du calendrier romain aurait été nommé juin en son honneur par les Romains.

## Étymologie
Iūnō, dont le nom signifie celle « qui a la force vitale/la jeunesse » est construit à partir d'une base *iūn- que l'on retrouve dans le lat. iūnī-x « génisse »,.

## Origine
Junon n'a ainsi pas toujours été vue comme l'épouse de Jupiter. Marcel Renard la rapprochait de Janus, qualifié de Junonius. Le couple formé de Jupiter et de Junon n'a été créé que par la suite selon l'image du couple souverain du panthéon grec ; ce qui a fait de Junon, sous l'influence d'Héra, une déesse du mariage. 
Son nom évoque l'idée de jeunesse et de force vitale : le iuuen- (iuuenis) signifie que l'homme est au  moment où sa force vitale est à son sommet. Au regard de la signification de son nom, Junon est originellement une déesse de la jeunesse. Jean Haudry voit en elle une Aurore indo-européenne et plus précisément une Aurore jeune présidant à la durée de la vie et porteuse de richesses.

## Religion
En accord avec sa fonction première, Junon en tant que Iuno Sororia, déesse de la jeunesse, veillait à l'initiation des jeunes filles, à leur rôle de futures mères et intervenait lors du passage de l'état d'enfant à celui de fille nubile.
Déesse de la force vitale, elle étend son action bienfaisante aux fruits de la terre. Ainsi, le mois de juin qui porte son nom contient de nombreux rites destinés à favoriser les récoltes. Les bovidés et les capridés jouent également un rôle important dans son culte.

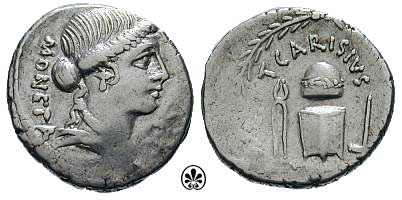
Titus Carisius, 46 avant J.C. denier. Tête de Junon Moneta. Bonnet de Vulcain sur enclume, pinces et marteau, le tout dans une couronne de laurier. T CARISIVS

Sous la forme de Iuno Moneta, elle est, selon Jean Haudry, le prolongement d'une ancienne « déesse au collier », distributrice de richesses. De ce fait, elle intervient indirectement dans l'épisode de l'attaque des Gaulois Sénons en -390 au cours duquel une rançon est payée. De cette époque date la construction de son temple qu'Ovide attribue à Camille qui fit vœu de le construire là où se trouvait la maison de Manlius qui repoussa les Gaulois. Les Romains établiront un atelier monétaire à proximité de ce temple où elle préside aux fonctions monétaires ou prémonétaires.
Elle présidait ainsi à la monnaie. De nombreuses monnaies romaines à la légende Ivno regina représentent Junon debout, parfois voilée, tenant une haste et sacrifiant à l'aide d'une patère, un paon quelquefois à ses pieds. D'autres, au revers Ivno victrix, montrent une Junon victorieuse, tenant un casque et une lance, avec un bouclier et parfois un captif à ses pieds.
Son qualificatif sospes, sospita « qui sauve (au combat) » a été interprété par Georges Dumézil comme guerrier. Lié aux qualificatifs de Mater et Regina, il forme un ensemble trifonctionnel, la fonction guerrière étant associée au domaine de la fécondité et au domaine politico-religieux.
Plus tard par assimilation avec Héra, elle préside aux mariages et aux accouchements. Alors, et selon le cas, on l'invoquait sous les noms de Juga, Pronuba, Lucine, etc. Junon prenait un soin particulier des parures et des ornements des femmes : c'est pour cela que, dans ses peintures, ses cheveux paraissaient élégamment ajustés.

### Culte

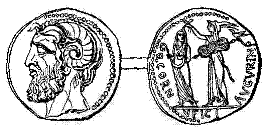
Junon lavienne à droite avec sa coiffe, son javelot et un bouclier.

Junon intervenait avec Janus aux calendes, premier jour de chaque mois du calendrier romain. Elle facilitait la tâche du dieu qui préside aux commencements et aux passages grâce à la vitalité dont elle est la dépositaire. Ainsi la collaboration effective entre Janus et Junon, qui concourent parallèlement à la transition d'un mois à l'autre, c'est-à-dire à l'heureuse naissance de la nouvelle lune,. Ceci explique pourquoi les anniversaires de presque tous les cultes de Junon tombent sur le 1er des mois respectifs : Iuno Sospita le 1er février, Iuno Lucina le 1er mars, Iuno Moneta le 1er juin, Iuno Regina le 1er septembre, Iuno Sororia le 1er octobre, et Iuno Couella qui était invoquée à chaque premier jour des mois de l'année. Ainsi, le pontife mineur annonce à Iuno Couella les calendes (les jours sacrés pour Junon), quand la nouvelle lune devient visible.
Son culte était ancien en Italie centrale et, elle avait été, sous la forme Uni, empruntée par les Étrusques. Cinq cités latines donnaient son nom à un mois. Les poètes en font une déesse importante de Gabii. Plusieurs gloses  montrent que la Juno Curitis de Tibur était une protectrice armée. Le même caractère guerrier est fortement marqué dans la Junon de Lavinium qui portait une peau de chèvre, une javeline, un petit bouclier et des escarpins recourbés en pointe sur le devant. Agressive, bien montée sur un char au galop, la lance en avant, tendant du bras gauche un bouclier, le type de déesse que montrent statues et monnaies est clairement et uniquement guerrier.
Junon a par ailleurs été rapprochée de deux divinités sabelliennes, Vesuna et Pupluna- qui perdure sous le nom d'Iūnō Populōna.

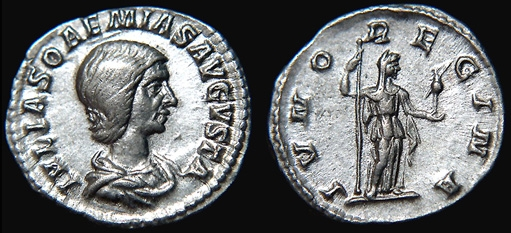
Julia Soaemias, buste drapé. IVNO REGINA, Junon debout à droite, tenant un sceptre et un palladium.

À Rome, après la prise de Véies en 396 av. J.-C., la statue de Junon Reine fut transportée avec beaucoup d'égards de Veies à Rome.
Dans l'Afrique romaine et à Carthage, Junon Cælestis (la céleste) se substitua à la punique Tanit.
Ordinairement elle est représentée en matrone majestueuse, quelquefois un sceptre à la main, ou une couronne radiée sur la tête ; elle a auprès d'elle un paon, son oiseau favori.
Junon a été célébrée lors d'une très importante manifestation religieuse, en 207 av. J.-C., qui incluait de la danse.

### Attributs
Ses attributs sont un sceptre surmonté d'un coucou et une grenade, symbole de l'amour conjugal et le lys.
Le paon lui est associé

### Représentations artistiques
L'épervier et l'oison lui étaient aussi consacrés : ils accompagnent quelquefois ses statues.
Le dictame, le pavot, la grenade lui étaient donnés en offrande ; ces plantes ornaient ses autels et ses images. La victime immolée ordinairement en son honneur était une toute jeune brebis ; cependant, le premier jour de chaque mois, on lui immolait une truie.

## Liens de parenté

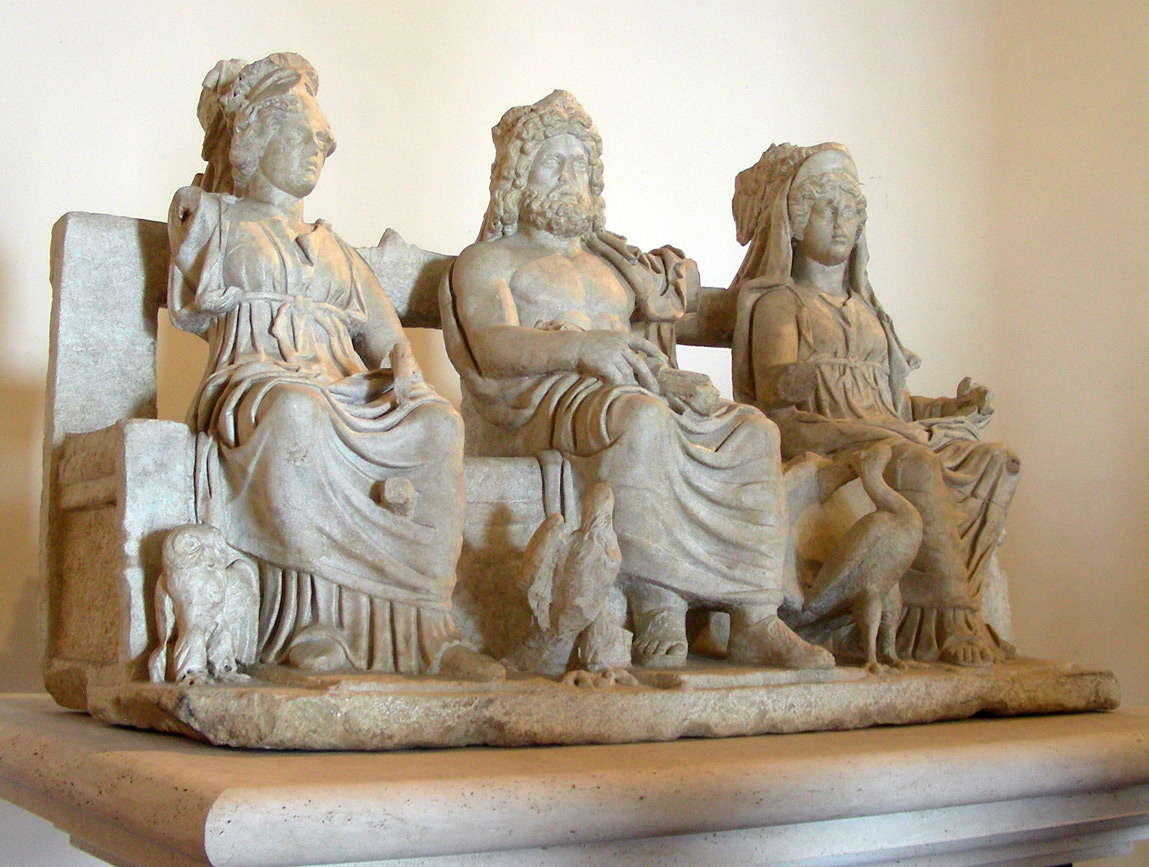
Triade capitoline : Minerve, avec la chouette, Jupiter, avec l'aigle, et Junon, avec une oie.

### Frères et sœurs
Junon était fille de Saturne et de Rhéa, sœur de Jupiter, de Neptune, de Pluton, de Cérès et de Vesta.

### Enfants
- Mars (avec Jupiter)
- Vulcain (avec Jupiter)
- Juventas (avec Jupiter)
- Lucine (avec Jupiter)

## Dans l'art et la littérature
- Jean de La Fontaine met la déesse en scène dans une de ses Fables intitulée Le Paon se plaignant à Junon.
- Le peintre Antonio de La Gandara réalisa un tableau de la statue de Junon située au jardin du Luxembourg[16].
- Junon est l'une des 1 038 femmes dont le nom figure sur le socle de l'œuvre contemporaine The Dinner Party de Judy Chicago. Elle y est associée à la Déesse de la fertilité, deuxième convive de l'aile I de la table[17].
- Junon fait partie des nombreux dieux cités dans la série de bande dessinée Astérix.

Quelques représentations artistiques
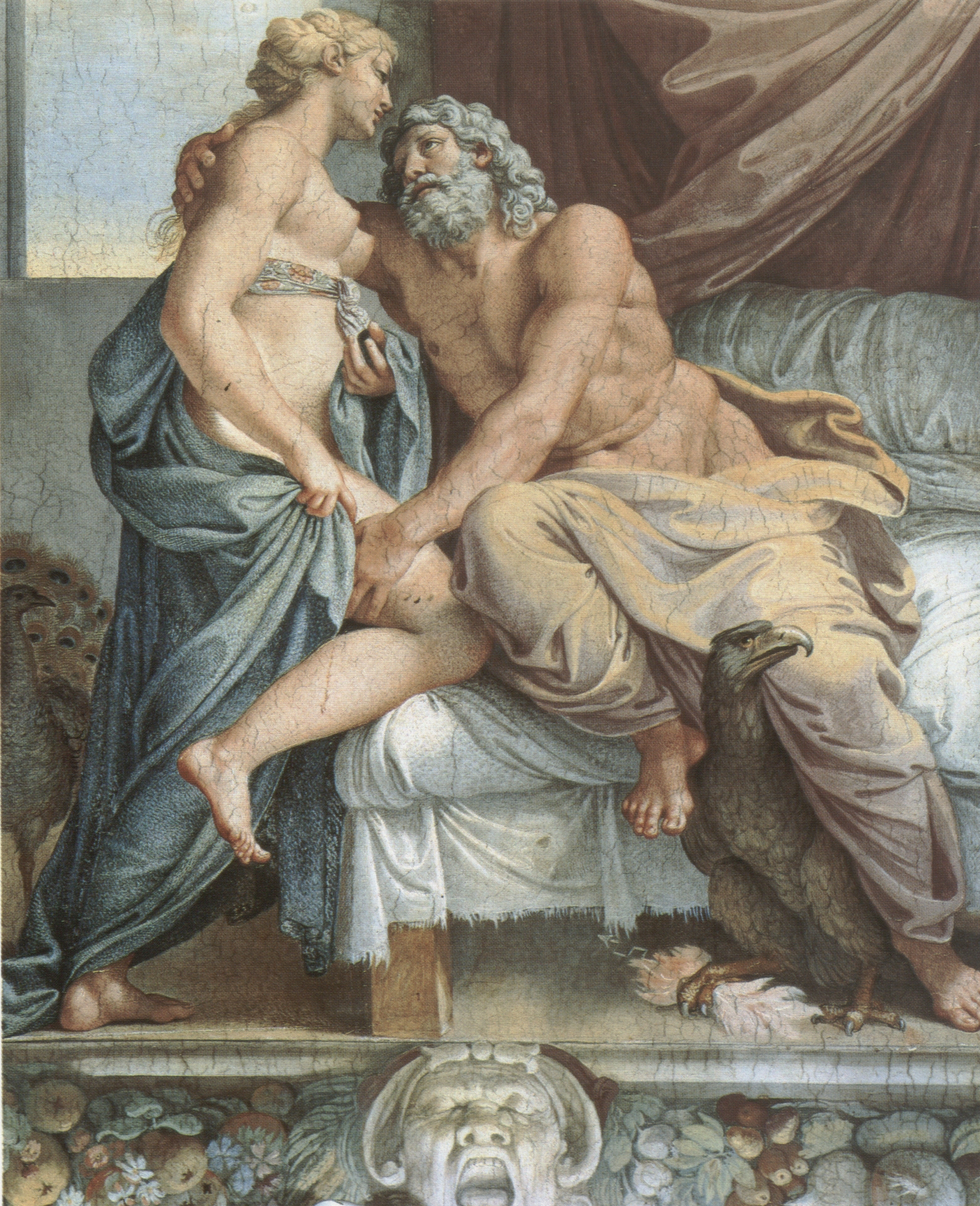
Jupiter et Junon, de Annibal Carrache, 1597
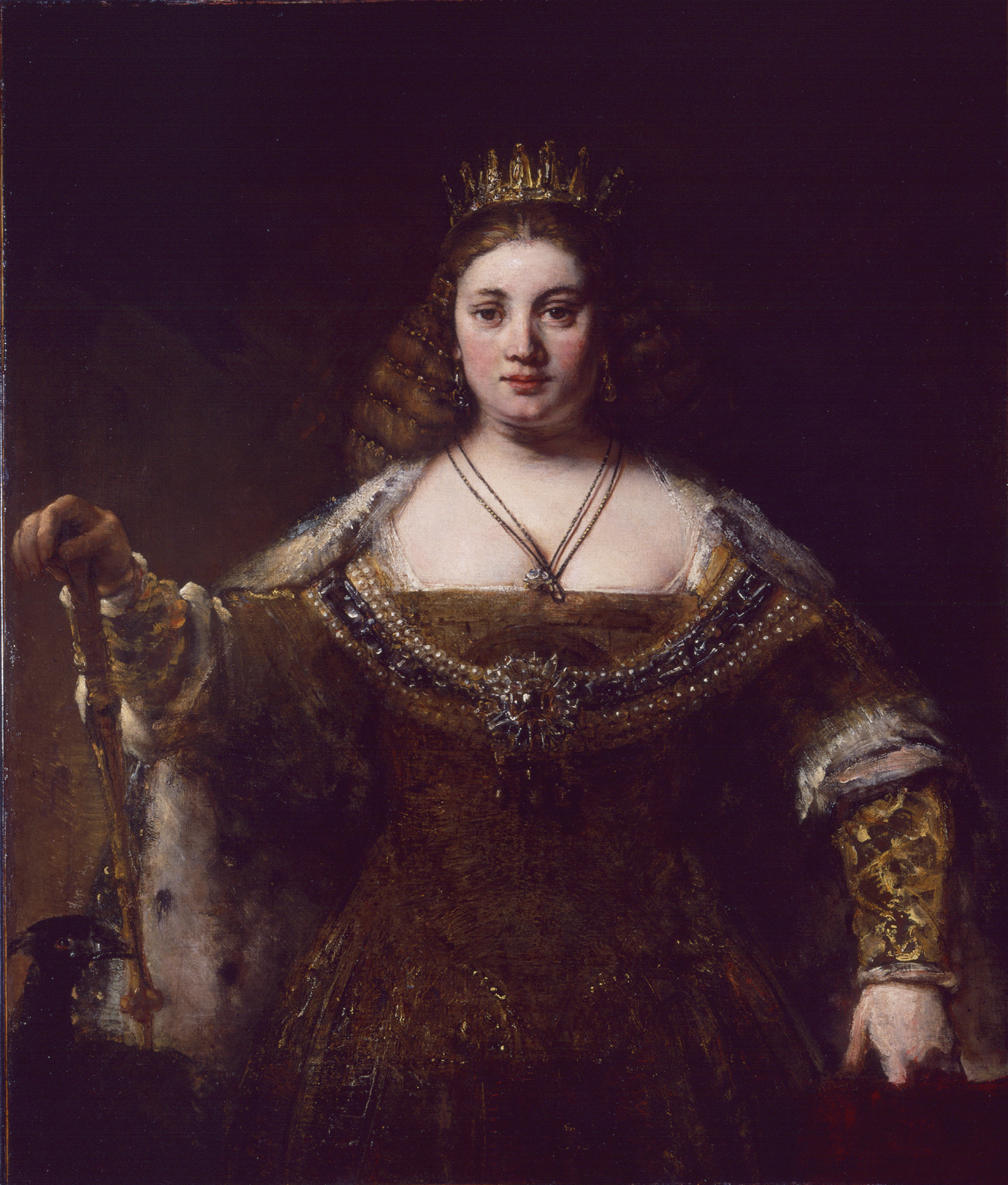
Junon, de Rembrandt, ca. 1662-1665
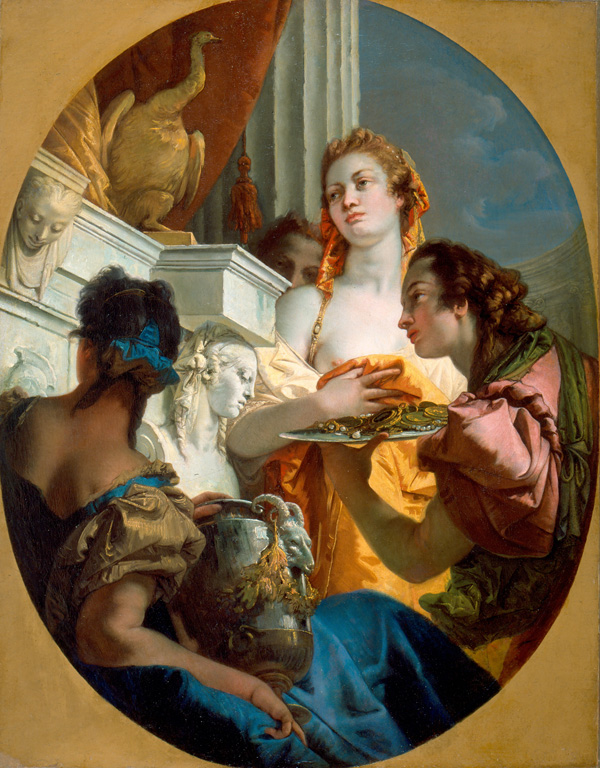
Les Matrones romaines font des offrandes à Junon Giambattista Tiepolo, 1745-1750 High Museum of Art, Atlanta
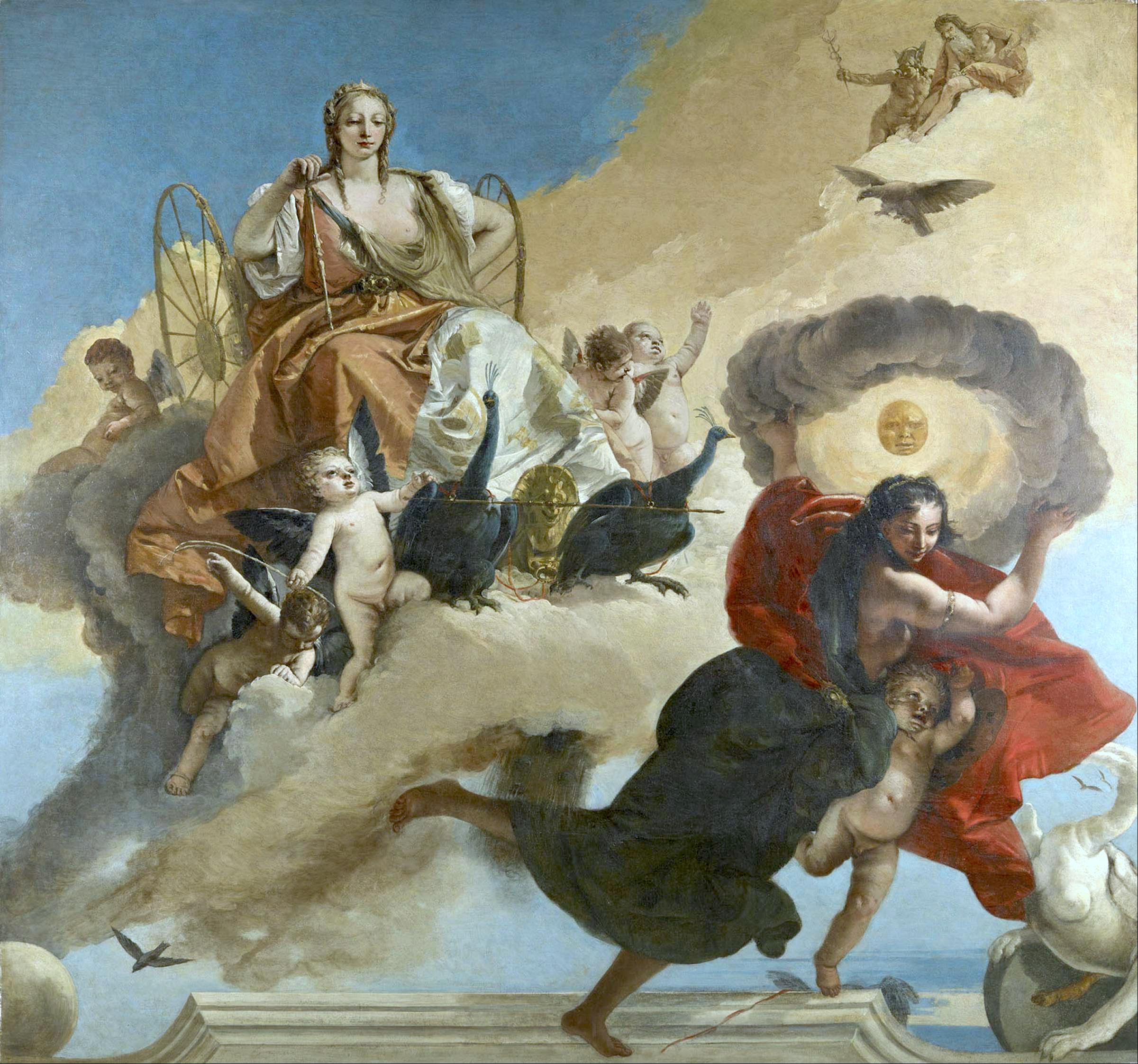
Junon et Lune Giambattista Tiepolo, 1735-1745 Musée des Beaux-Arts de Houston
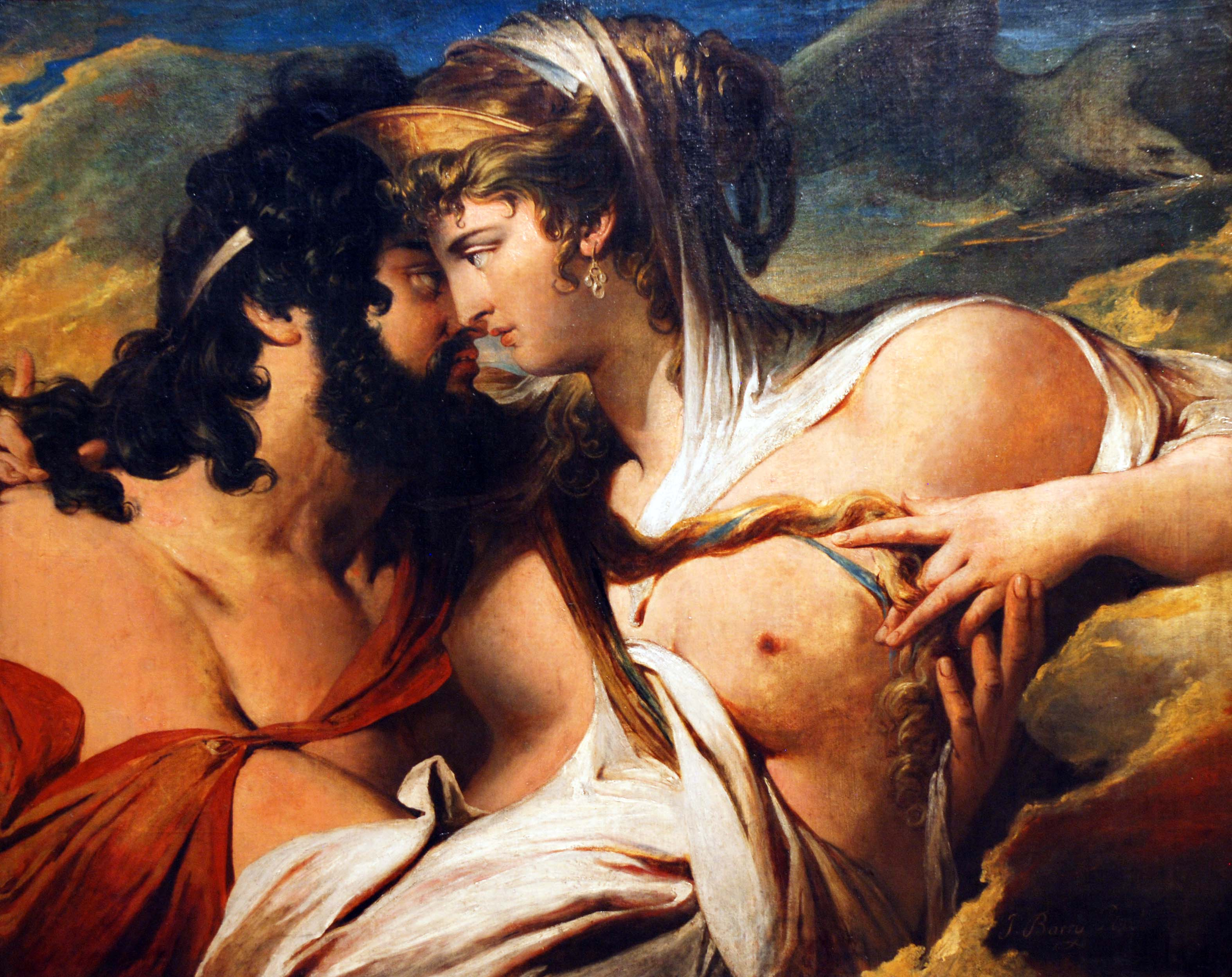
James Barry, Jupiter et Junon (1790-1799), Sheffield City Museum, Yorkshire du Sud